# Article (grammaire)
Pour les articles homonymes, voir Article.

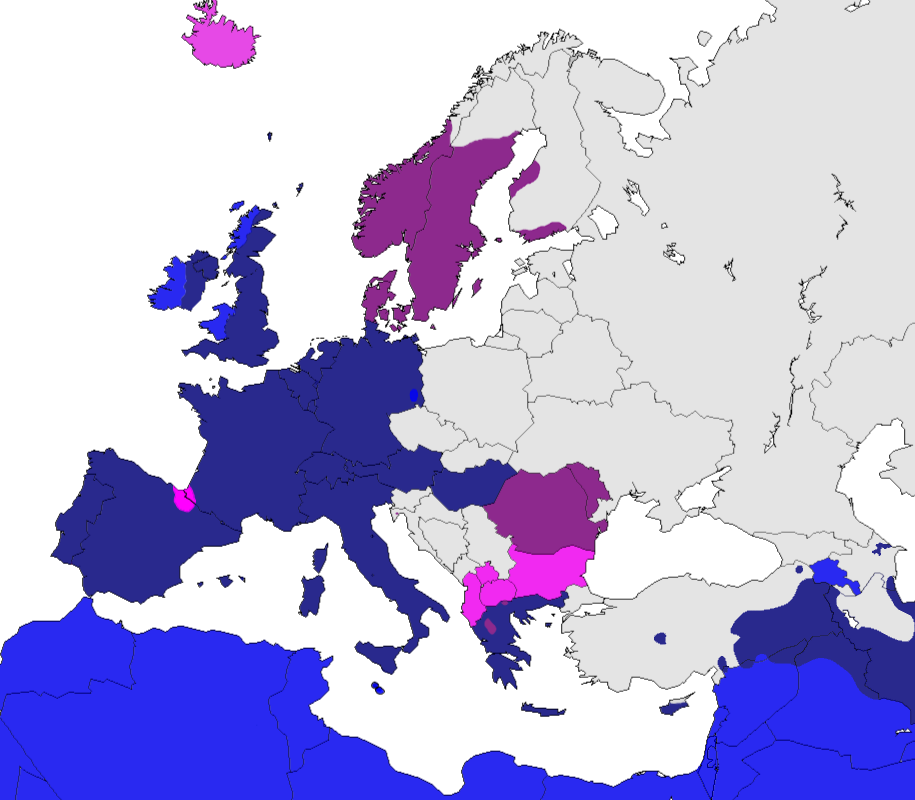
Les articles défini et indéfini dans les langues d’Europe
articles indéfini et défini
article défini seulement
articles indéfini et défini enclitique
article défini enclitique seulement
sans articles

En grammaire traditionnelle, l’article a plusieurs définitions. Selon l’une d’elles, c’est une partie du discours à fonction grammaticale, qui accompagne le nom dans certaines langues, indiquant dans quelle mesure ce que celui-ci dénomme est connu des participants à une situation de communication donnée. Du point de vue syntaxique, il fait partie de la classe des déterminants au sens large (c’est-à-dire les termes subordonnés au nom), sous-classe des déterminants abstraits.
D’après une autre définition, l’article est « le déterminant minimal, le mot qui permet au nom de s’actualiser, de se réaliser dans une phrase, si le sens ne rend pas nécessaire le choix d’un autre déterminant ».
Conformément à une autre définition encore, l’article est un mot qui, du point de vue logique, individualise ou généralise le nom qu’il accompagne.
D’un autre point de vue, l’article fait partie de la catégorie des clitiques, c’est-à-dire des éléments qui ne sont pas des mots à part du point de vue prosodique, étant généralement dépourvus d’accent.
Toutes les langues ne possèdent pas d’articles. Telles sont, par exemple, le latin et la plupart des langues slaves. Dans les langues qui en ont, le nombre de leurs types dépend de la langue en question.
Dans la plupart des langues d’Europe, du moins, tous les articles sont proclitiques, c’est-à-dire des mots placés devant le mot déterminé, mais dans certaines, comme le roumain, le bulgare ou l’albanais, l’article défini est enclitique, c’est-à-dire ajouté à la fin du mot déterminé, tel un suffixe.
Les langues sont différentes selon que les articles s’accordent ou non avec le nom déterminé. Dans les langues romanes occidentales, par exemple, ils s’accordent en genre et en nombre, et en roumain en cas également, mais en anglais ou en hongrois, ils ne s’accordent pas. Par l’accord, l’article peut avoir la fonction secondaire d’indiquer les catégories grammaticales du nom lorsque celui-ci ne le fait pas. En espagnol, par exemple, le nom problema a une terminaison spécifique pour le féminin, mais, grâce à un article (un/el problema), on peut savoir qu’en fait il est masculin. En français, on ne distingue pas à l’oral, dans la plupart des cas, le nombre du mot isolé, mais avec un article il devient évident : un/le mur [my:ʁ], des/les murs [my:ʁ].
Une autre fonction secondaire de l’article est de substantiver des mots appartenant à d’autres classes lexico-grammaticales, ou des syntagmes :
- (fr) trois mâts (syntagme à déterminant numéral) → un trois-mâts « navire ayant trois mâts »[10] ;
- (en) smell « sentir » (verbe) → a smell « une odeur »[11] ;
- (ro) bine « bien » (adverbe) → binele « le bien » (notion éthique)[12] ;
- (hu) jaj « aïe », allelúja « alléluia » (interjections) → Hát nem segít a jaj s az allelúja « L’”aïe” et l’”alléluia” ne sont d’aucun secours » (Attila József)[13].

En fonction de la langue, les articles peuvent ou non être employés avec un autre déterminant pour accompagner un même nom. En français et en anglais, par exemple, l’article, le déterminant possessif et le déterminant démonstratif s’excluent l’un les autres,, mais en roumain, lorsque le nom est utilisé avec le déterminant possessif postposé, il doit avoir en même temps l’article défini : fiul meu « mon fils ». Il en est de même lors de l’emploi du déterminant démonstratif postposé (studenta aceasta « cette étudiante »), bien que ce soit différent quand le démonstratif est antéposé : această studentă « cette étudiante ».
Comme l’article est un clitique, dans certaines langues sa forme dépend du phone (son) initial du mot qui le suit, adaptée à ce phone. C’est pourquoi, en français, les voyelles des articles le et la sont élidées devant un mot commençant par une voyelle, ce qui mène à la non-distinction des genres : le chien (masculin), la clé (féminin), mais l’été (masc.), l’heure (fém.). En espagnol il y a un phénomène analogue. L’article défini féminin singulier est la (ex. la carta « la lettre ») mais, si le nom féminin commence par un /a/ (écrit a- ou ha-) accentué, il reçoit la forme de masculin de l’article défini : el agua (fém.) « l’eau », comme el árbol (masc.) « l’arbre ». En anglais, l’article indéfini a deux formes, ex. a visitor « un visiteur » vs an exhibition « une exposition », parce que la forme an forme plus facilement un mot phonétique (groupe de mots avec un seul accent) avec le mot à initiale vocalique. En hongrois, le cas de l’article défini est analogue au précédent : a tanár « le professeur » vs az újság « le journal ».

## L’article défini
L’article défini indique le fait que le nom auquel il est associé est connu des participants à la situation de communication, qu’il est individualisé à un haut degré, qu’il est exactement défini, qu’il dénomme une certaine chose ou un certain être,,. La connaissance du nom peut découler du contexte oral ou écrit [(hu) A könyvet elolvastam « Le livre, je l’ai lu »], ou bien des connaissances que les participants ont du monde en général : (hu) Az autó gépjármű « L’automobile est un véhicule à moteur ».
Dans plusieurs langues, l’origine de l’article défini se trouve dans le pronom démonstratif. Dans les langues romanes, il provient du démonstratif latin : ILLE (masc.) > (fr) le, (es) el, (it) il, (pt) o, (ro) -l(e) ; ILLA (fém.) > (fr) la, (es) la, (it) la, (pt) a, (ro) -a ; IPSE (masc.) > (sc) su, IPSA (fém.) > (sc) sa. En anglais, le seul article défini a pour étymon la forme de masculin singulier nominatif (þe) du pronom démonstratif du vieil anglais. En hongrois, parmi les deux formes, a et az, la dernière continue d’être au XXIe siècle identique à celle du pronom démonstratif d’éloignement dont il provient par conversion.
En français, la forme de masculin singulier (le) et celle unique de pluriel (les) se contractent avec deux prépositions : appeler au secours (à + le), parler aux voisins (à + les), le repas du soir (de + le), la veille des vacances (de + les). Ce sont des cas particuliers de présence de deux parties du discours dans un même mot.
La particularité de l’article défini roumain est qu’il se décline, c’est-à-dire qu’il a des formes différentes avec un nom en fonction de sujet ou de complément d’objet direct (nominatif-accusatif), et avec un nom exprimant un possesseur ou en fonction de complément d’objet indirect d’attribution (génitif-datif) : pomul (N-A) « l’arbre », pomului (G-D) « de/à l’arbre » ; pomii (N-A) « les arbres », pomilor (G-D) « des/aux arbres » ; casa (N-A) « la maison », casei (G-D) « de/à la maison ». L’utilisation de l’article défini avec des noms propres de personnes au singulier, génitif-datif, est la seule situation où il devient proclitique : lui Alexandru « d’/à Alexandru », lui Ionescu « de/à Ionescu ».

## L’article indéfini
L’article indéfini exprime le fait que le nom auquel il est associé dénomme un animé ou un inanimé inconnu des participants à la communication, au sens qu’il n’en a pas encore été question au cours de celle-ci. Il indique également que ce qui est dénommé n’est pas individualisé par rapport à la classe dont il fait partie, et l’article ne fait qu’orienter l’attention sur ce qui est dénommé, sans le déterminer exactement,,,.
Au singulier, cet article provient du nom du chiffre un, dans certaines langues gardant la même forme, comme en français (un, une) ou en hongrois (egy). En anglais, la forme an a pour origine le nombre an du vieil anglais, qui a perdu le n devant les mots commençant par une consonne. Dans la langue actuelle, le nom du chiffre a une tout autre forme, one. En espagnol, l’article masculin est de forme identique à celle de l’adjectif numéral cardinal (un vs uno – le nom du chiffre), et le féminin est identique au nom du chiffre et à l’adjectif numéral : un niño « un enfant », una mesa « une table ». En roumain, l’article indéfini est identique à l’adjectif numéral, mais diffère du nom du chiffre : un pom « un arbre », o casă « une maison » vs unu, una « un, une ». Cet article aussi a une forme de génitif-datif : unui pom « d’/à un arbre », unei case « d’/à une maison ».
En anglais ou en hongrois il n’y a pas d’article indéfini pluriel, mais dans d’autres langues il y en a. En français il s’est formé par la contraction de la préposition de et de l’article défini pluriel les, ayant une seule forme : Des gens demandent à vous voir. Cet article est considéré comme d’un autre type aussi par certaines grammaires (voir plus bas). En espagnol aussi il y a des articles indéfinis pluriels. Dans cette langue ils se forment par le procédé habituel de formation du pluriel des parties du discours nominales : unos libros (masc.) « des livres », unas mujeres « des femmes ». Ces mots sont également considérés comme adjectifs indéfinis. En roumain également il y a des articles indéfinis pluriels. L’un a une forme invariable selon les genres (niște pomi « des arbres », niște case « des maisons »), l’autre a seulement la forme de génitif-datif, étant le pluriel de l’article indéfini au même cas, mais de forme unique pour les genres : unor pomi « d’/à des arbres », unor case « de/à des maisons ». Cette forme existe en tant qu’adjectif indéfini aussi. La particularité de niște est d’être parfois employé avec des noms non nombrables au singulier, ex. niște carne « de la viande ».

## Autres articles
Traditionnellement, dans les grammaires du français, l’article partitif est considéré à part, bien qu’il ne soit, « pour la valeur, qu’un article indéfini employé devant un nom pour indiquer qu’il s’agit d’une quantité indéfinie d’une réalité non nombrable » (une matière, une notion abstraite). Exemples : avoir du courage, boire de l’alcool, boire de la bière. Selon certaines grammaires, des est non seulement un article indéfini, mais aussi partitif, quand il est utilisé avec des noms non nombrables sans singulier : manger des rillettes.
Dans cette perspective, le roumain niște aussi peut être considéré comme un article partitif lorsqu’il est employé avec des noms non nombrables, mais ce type d’article est ignoré des grammaires roumaines. En revanche, elles prennent en compte deux autres types d’articles.
L’article démonstratif a un sens proche de celui de l’adjectif démonstratif, ayant des formes identiques à celles de la variante brève de cet adjectif. Comme l’article défini, l’article démonstratif détermine le nom de façon définie. Exemples :
- dans l’expression du degré superlatif relatif : cel mai frumos « le plus beau » ;
- comme substitut d’un nom devant l’épithète ou le complément qui s’y réfère : – Unde mi-e rochia? – Care, cea neagră? « – Où est ma robe ? – Laquelle, la noire ? » ;
- devant un adjectif numéral : Cei trei mușchetari « Les trois mousquetaires » ;
- dans des unités phraséologiques : Cele rele să se spele, cele bune să se-adune (vœu) littéralement « Que les mauvaises (choses) se lavent, que les bonnes s’ammassent » ;
- dans des noms de monarques : Petru cel Mare « Pierre le Grand » ;
- devant le deuxième terme subordonné à un nom, lorsque les deux sont postposés : prietena lui cea simpatică « son amie sympathique ».

Cet article aussi a des formes de génitif-datif : celui (masc. singulier), celei (fém. sg.), celor (masc. et fém. pluriel).
Un autre article roumain est appelé possessif. Il exprime une détermination définie dans des constructions possessives, ayant quatre formes accordées avec l’objet possédé auquel il se réfère. Il est utilisé dans les cas ci-dessous :
- la formation du pronom possessif, étant mis devant l’adjectif possessif : al meu « le mien » ;
- dans le deuxième terme subordonné à un nom, terme dénommant le possesseur de ce qu’exprime le subordonnant : pantofii cei noi ai verișoarei mele « les chaussures neuves de ma cousine » ;
- dans l’attribut qui exprime le possesseur de ce qu’exprime le sujet : Cărțile sunt ale profesorului meu « Les livres sont à mon professeur », A cui este casa aceasta? « À qui est cette maison ? »

## Article zéro
Dans certains cas, le nom est utilisé sans article même dans des langues qui en possèdent.
En français on utilise sans article, par exemple l’attribut sans épithète ni complément, qui dénomme l’occupation, la profession, la fonction, le titre, l’ethnie, etc. du sujet exprimé par un nom ou par un pronom personnel : Son fils est avocat. L’article est également omis dans les cas ci-dessous, qui sont parmi les plus fréquents :
- complément de caractérisation : une table de marbre ;
- complément d’objet indirect indéfini avec la préposition de : Tu t’occupes de bêtises ;
- complément dans des unités phraséologiques : demander pardon, prêter sur gages ;
- avec les noms propres de personnes : J’ai rencontré Jean.

Le dernier est un cas où le nom est en fait défini. En anglais, il arrive que des noms communs définis soient également utilisés sans article, dans des affirmations générales : Whisky is expensive « Le whisky est cher », Planes take off from here « Les avions décollent d’ici ».
En espagnol également, l’article est absent avec l’attribut nom d’occupation, etc. : Es general de ejército « Il est général dans l’armée ». Il est également inexistant devant les noms non nombrables : Tenemos vino « Nous avons du vin ».
En roumain aussi, l’article est omis dans le premier cas où il l’est en espagnol : El este student « Il est étudiant ». Avec les non nombrables aussi, il est plus souvent omis qu’utilisé : Am pâine, brânză și vin « J’ai du pain, du fromage et du vin ». Il y a aussi des cas d’omission de l’article défini avec des noms en fait définis, ceux sans terme subordonné utilisés à l’accusatif avec des prépositions : Cartea e pe masă « Le livre est sur la table », Pisica este sub scaun « Le chat est sous la chaise ». Seule la préposition cu « avec » n’exclut pas l’article dans une situation similaire : Mergem cu directorul « Nous y allons avec le directeur ». Avec cette préposition, le nom peut aussi être indéfini, malgré son utilisation avec l’article défini : Mergem cu mașina « Nous y allons en voiture ».
En hongrois également il y a des cas d’absence d’article avec des noms sans terme subordonné, comme les noms propres de personnes (Találkoztál már Gézával? « Tu as déjà rencontré Géza ? »), y compris quand le nom de famille désigne toute une famille (Megjöttek Szabóék « Les Szabó sont arrivés »), contrairement au français (les Durand) ou à l’anglais : the Johnsons « les Johnson ». Les noms de pays constitués d’un seul mot, employés sans terme subordonné, ne reçoivent pas non plus d’article : Finnország « la Finlande ». Un cas d’utilisation facultative de l’article défini est avec le nom d’objet possédé pourvu d’un suffixe possessif, correspondant de l’adjectif possessif français : Alig tudta leplezni (az) ingerültségét « À peine s’il/si elle a pu masquer son irritation ».
Par rapport aux autres langues mentionnés dans cet article, en hongrois, les cas d’absence de l’article indéfini sont beaucoup plus fréquents que ceux de son utilisation. L’attribut, par exemple, est systématiquement dépourvu d’article, ex. Ez vicc « C’est une blague ».

## Sources bibliographiques
- (hu) Bokor, József, « Szófajtan » [« Les parties du discours »], A. Jászó, Anna (dir.), A magyar nyelv könyve [« Le livre de la langue hongroise »], 8e édition, Budapest, Trezor, 2007  (ISBN 978-963-8144-19-5), p. 197-253 (consulté le 11 mai 2018)
- (en) Bussmann, Hadumod (dir.), Dictionary of Language and Linguistics [« Dictionnaire de la langue et de la linguistique »], Londres / New York, Routledge, 1998,  (ISBN 0-203-98005-0) (consulté le 11 mai 2018)
- (en) Cojocaru, Dana, Romanian Grammar [« Grammaire roumaine »], SEELRC, 2003 (consulté le 11 mai 2018)
- (ro) Constantinescu-Dobridor, Gheorghe, Dicționar de termeni lingvistici [« Dictionnaire de termes linguistiques »], Bucarest, Teora, 1998 ; en ligne : Dexonline (DTL) (consulté le 11 mai 2018)
- (en) Crystal, David, A Dictionary of Linguistics and Phonetics [« Dictionnaire de linguistique et de phonétique »], 4e édition, Blackwell Publishing, 2008,  (ISBN 978-1-4051-5296-9) (consulté le 21 mars 2023)
- (ro) Dicționare ale limbii române [« Dictionnaires de la langue roumaine »] (Dexonline) (consulté le 11 mai 2018)
- (en) Eastwood, John, Oxford Guide to English Grammar [« Guide Oxford de la grammaire anglaise »], Oxford, Oxford University Press, 1994,  (ISBN 0-19-431351-4) (consulté le 21 mars 2023)
- Maurice Grevisse et André Goosse, Le Bon Usage : grammaire française, Bruxelles, De Boeck Université, 2007, 14e éd., 1584 p. (ISBN 978-2-8011-1404-9, lire en ligne [PDF])
- (en) Harper, Douglas, Online Etymology Dictionary [« Dictionnaire étymologique en ligne »] (Etymonline) (consulté le 11 mai 2018)
- (hu) Kálmán, László et Trón, Viktor, Bevezetés a nyelvtudományba [« Introduction à la linguistique »], 2de édition, augmentée, Budapest, Tinta, 2007,  (ISBN 978-963-7094-65-1) (consulté le 21 mars 2023)
- (en) Kattán-Ibarra, Juan et Pountain, Christopher J. Modern Spanish Grammar. A practical guide [« Grammaire espagnole moderne. Guide pratique »], 2de édition, Londres / New York, Routledge, 2005,  (ISBN 0-203-42831-5) (consulté le 11 mai 2018)
- (hu) P. Lakatos, Ilona (dir.), Grammatikai gyakorlókönyv (mintaelemzésekkel és segédanyagokkal) [« Exercices de grammaire avec des modèles d’analyse et des matériaux auxiliaires »], Budapest, Bölcsész Konzorcium, 2006,  (ISBN 963-9704-28-8) (consulté le 21 mars 2023)
- Trésor de la langue française informatisé (TLFi) (consulté le 11 mai 2018)
- (hu) Zaicz, Gábor (dir.), Etimológiai szótár. Magyar szavak és toldalékok eredete [« Dictionnaire étymologique. Origine des mots et affixes hongrois »], Budapest, Tinta, 2006,  (ISBN 963-7094-01-6) (consulté le 21 mars 2023)